# Sloupno (zámek)

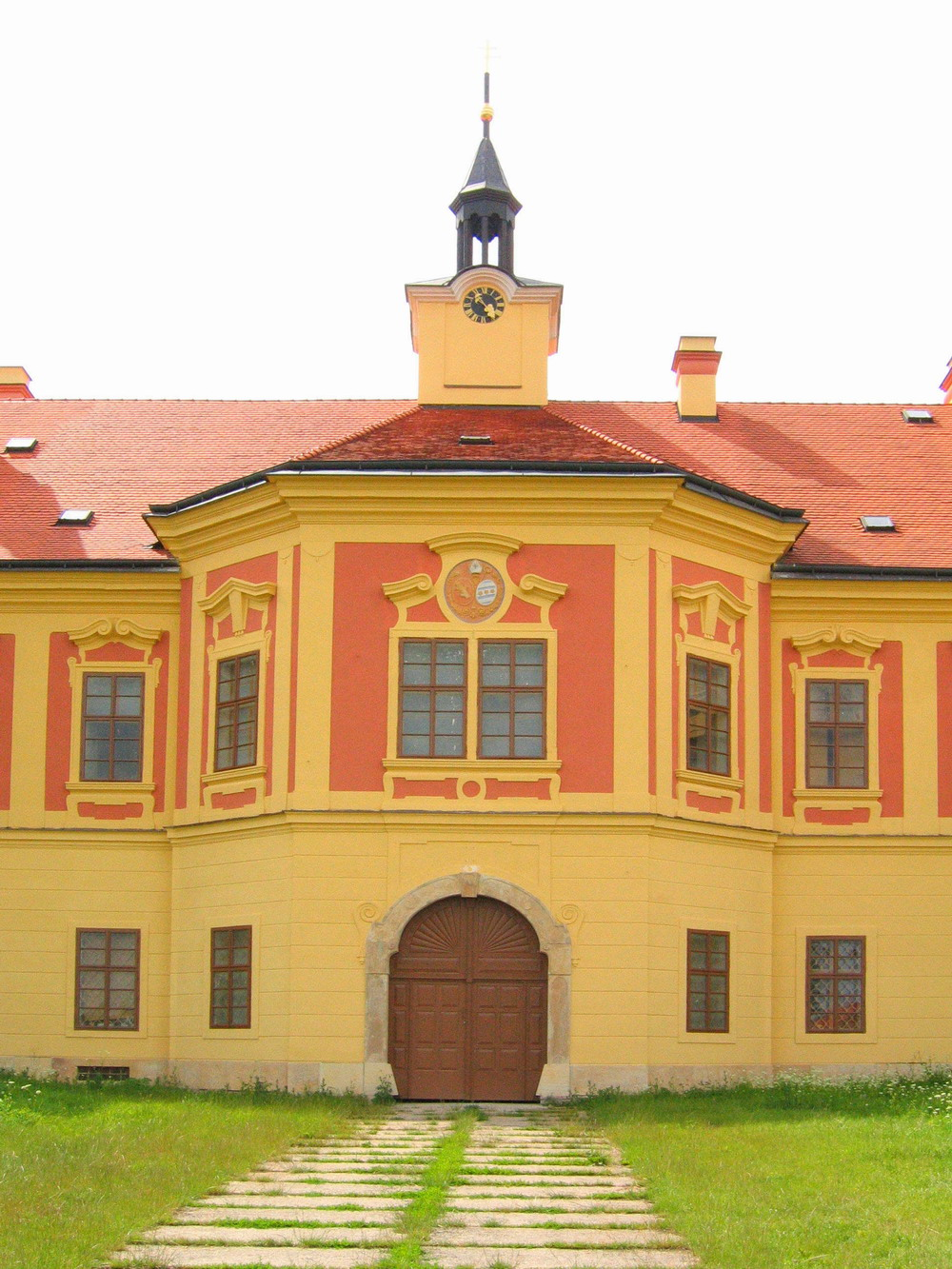
Sloupenský zámek, střední rizalit východního průčelí

Barokní zámek Sloupno se nachází v obci Sloupno nedaleko Nového Bydžova.
Zámek byl vybudován na místě staršího zámeckého objektu po polovině 18. století za opata Benno Löbla jako benediktinská rezidence, která sloužila břevnovsko-broumovskému klášteru.

## Dějiny objektu
Klášter získal statek Sloupno roku 1672 za opata Tomáše Sartoria. Roku 1687 byla stará renesanční tvrz přestavěna na barokní zámek. Důvodem, proč benediktini usilovali o zakoupení Sloupna byla jeho strategická poloha zhruba na polovině vzdálenosti mezi pražským Břevnovem a Broumovem. Rezidence proto sloužila jako útočiště při cestách mezi oběma částmi Břevnovsko-broumovského kláštera. O podobě původního zámku však nelze říci nic určitého říci, protože ve zdivu stávající budovy nelze jakékoli starší konstrukce identifikovat.
Projekt nynější stavby vypracoval roku 1748 břevnovsko-broumovský architekt Kilián Ignác Dientzenhofer. Jeho Výstavba probíhala v následujících letech. Řešením sloupenského zámku navázal na vlastní starší projekt přestavby benediktinské rezidence na Kladně
Zámek patřil až do roku 1948 benediktinům. Po roce 1948 zde byl sklad zdravotnického materiálu OÚNZ Hradec Králové. V této době byla stavba značně devastována neúdržbou a utilitárními úpravami. Nyní se v něm nachází provozovna firmy na výrobu osvětlovacích těles, která chátrající zámek poměrně nákladně zrekonstruovala.

## Popis stavby
Zámecká budova se nachází na západní straně rozsáhlého, hospodářského dvora, který je situován západně od původního jádra obce.

### Exteriér
Rezidence je komponována jako samostatně stojící, podélná, osově řešená, patrová, zámecká budova. Východní i západní průčelí je po stranách opatřeno rizality. Východní průčelí pak pročleňuje ještě střední rizalit s široce skosenými rohy, jehož hmota mírně převyšuje úroveň korunní římsy. Zámek je zastřešen valbovými střechami a v ose budovy vrcholí drobnou hodinovou věžkou. Fasády jsou v přízemí členěny pásovou bosáží, v patře lisénovými rámy. Architektonický výraz fasád výrazně obohacují vrcholně barokně utvářené šambrány, které jsou na východním průčelí (to je proto nutno chápat jako hlavní) podány s větší plasticitou štukových prvků, především římsových úseků suprafenester. Obě delší průčelí jsou v ose opatřena portálem, nad kterým je umístěno sdružené okno. Suprafenestra východního okna je navíc opatřena znakem břevnovsko-broumovského kláštera.

### Interiér
Podobně jako samotná hmota budovy je i její vnitřní dispozice přehledně, logicky a zcela jednolitě komponovaným celkem. Ten je utvářen jako dvojtrakt. O něco užší západní trakt zaujímá v obou patrech široká chodba, k níž z jihu přiléhá dvojramenné schodiště. Na opačném konci chodby v přízemí se nachází zámecká kaple svatého Jana Nepomuckého. V přízemí prochází budovou průjezd, který v užším západním traktu kolmo protíná zmíněnou chodbu a v širším traktu východním se mění v osmibokou salu terrenu. Nad ní je v patře umístěn hlavní sál po obou stranách jej doplňuje dvojice větších salonů, pátý velký salon je umístěn naproti schodišti nad kaplí. Sestavu prostor prvního patra doplňují ve hmotě bočních rizalitů umístěné drobnější obslužné a soukromé místnosti.
Přízemí je kompletně klenuté, místnosti prvního patra mají ploché omítané stropy s jednoduchými fabionovými římsami. Malířská i štukatérská výzdoba pochází většinou až z 19. století.